# 张尊三
张尊三（1845年—1918年），字安澜，浙江省宁波鄞县人，近代海产业先驱，有“鱼翅大王”之称。

## 生平
公元1845年（清道光二十五年）生于浙江宁波府鄞县，幼有好学之名。
1870年7月，在日本北海道的万顺号任账房。在任时广泛考察日本风土人情和工商业行情，终决定于海产业发展。
张尊三经9年努力，于1879年（日本明治十二年），开办德新海产号（后为裕源成号）。同年在上海开办元记字号。为摆脱日本中间商等的控制和剥削，张尊三广开进货渠道，深入日本偏僻的北海道地区调查当地海产品和海产业。在与日本北海道当地渔民广泛交谈和接触后，发现当地人丢弃鲨鱼翅，堆积如山，遂教授当地渔民如何深加工鲨鱼翅，变废为宝，成为广受欢迎的海产品，张也因此靠收购销售鱼翅逐步成为海产业的巨头，并垄断北海道当地相关产业。

## 三江公所
1902年（日本明治三十五年）成立同德堂三江公所，张尊三为公所董事。 “三江”指来自中国浙江、江苏、江西之华侨。张后来成为在日华商董事。

## 荣誉与任职
由于张尊三在促进中日贸易和为日本发展对华海产事业等方面贡献良多，得到中日两国政府嘉奖。
1890年被当时的清政府加捐候选同知四品衔，1891年被清政府赐予盐运使头衔。民国时期任駐函馆领事代理之职。
1916年（日本大正五年）5月25日，日本天皇授予敕定蓝绶勋章，译文如下：
大日本赠予中华民国国民张尊三褒章
张尊三风波本邦，寄居函馆，当明治十二年独立海产物输出中国一业，兴本邦人所委弃之鳟鳍等鱼，鼓励港民向中国输出，致成要品；又将该输出品选择干燥，改良装置，警醒邦人，又当其任华商董事时，努力发展日中贸易各业至今，日见兴盛，是其尽力以兴公众的利益，而成绩昭著者也，用特赠与敕定蓝绶褒章，以表其善行，明治十四年十二月七日。

## 传奇
1918年（日本大正七年），为纪念北海道开道50周年，北海道厅长为了感谢张尊三对开发北海道海产事业的巨大贡献，赠礼物银杯。同年，张尊三在宁波逝世，日本政府特派官员专程来华吊奠。
张尊三逝世后，蓝绶褒章在“文革”期间丢失，1986年，张的后人通过上海市侨办向有关方面反映，中日友协名誉会长王震亲自过问此事，由中国驻日使馆与日本总理府赏勋局联系，并由张宪庭向日本总理府函请，要求复制褒章，日本政府对此十分重视，褒章由日本大藏造币局复制完毕，复制后的蓝绶褒章先送往日本函馆中华会馆展出5个月，展出期间，轰动了整个北海道，日本东京电视台、《读卖新闻》、《北海道新闻》都作了报道。1986年11月13日，北海道大学水产学部教授大石圭一受托专程将褒章复制品及证书交付。

## 相关链接
- 宁波商帮

## 外部連結
- 上海市地方志办公室 人物传略 张尊三 （页面存档备份，存于）
- 张尊三-声誉东瀛的“鱼翅大王”
- 日本 函馆市史（日文）